# Igor Barukčić
Igor Barukčić (Zagreb, 5. travnja 1982.) je hrvatski nogometaš. Visok je 192 cm. 

## Karijera
Karijeru je započeo u Dinamu.
2007. je otišao u njemačkog drugoligaša Eintrachta Braunschweiga. Nakon što je Eintracht ispao Barukcić je karijeru nastavio u NK Slavonac CO Stari Perkovci. Kasnije je odigrao jednu polusezonu za sesvetsku Croatiju
Trenutačno nastupa za HNK Gorica (3. HNL).

## Vanjske poveznice
- Barukčić in der kicker-Datenbank
- Eintrag bei transfermarkt.de  Arhivirana inačica izvorne stranice od 27. rujna 2007. (Wayback Machine)
- Steckbrief bei eintracht.com  Arhivirana inačica izvorne stranice od 23. svibnja 2007. (Wayback Machine)